# Белоглазов, Александр Валентинович
Александр Валентинович Белоглазов (2 марта 1954, пос. Русская Беденьга, Ульяновская область) — Заслуженный мастер спорта России,  «Заслуженный тренер России».
Абсолютный рекордсмен мира в дисциплине классического парашютизма по точности приземления (106 приземлений подряд без отклонения). 
По мнению Международного музея парашютного спорта (США) является одним из самых титулованных парашютистов России.
Исполнитель легендарного прыжка с баяном с участием Russia 8-way team.
Совершил более 17 000 парашютных прыжков.

## Биография
Родился 2 марта 1954 года, поселке Русская Беденьга, Ульяновская область
31 января 1974 года — совершил первый прыжок с парашютом в Ульяновском учебном авиационном центре ДОСААФ с парашютной системой Д-1-8 на принудительное раскрытие, из самолета Ан-2, с высоты 800 метров.

### Служба в армии
Несмотря на рекомендательные письма от инструкторов начальнику Парашютно-десантной службы Д. А. Инкину в Куйбышев для призыва в ВВС в спортивную парашютную команду, в спортивную команду принят не был по причине малого количества прыжков. Через военкомат, рядовым бойцом призвался в Воздушно-Десантные войска (ВДВ) и уехал служить в Молдавию, в город Кишинев.
При прохождении службы в 300 ВДП[прояснить] в разведроте при поддержке спортсменов и наставников Старикова Германа Дмитриевича, Стариковой Аллы Александровны, Бавыкину Е. И. (нач. команды с 1974 по 1976 год) Белоглазова зачислили в спортивную команду «Буря» 98-й Свирской ВДД, дислоцируемую на базе ОБДО в городе Болграде Одесской области, Украина.

### Образование
- Поступил в Ленинградскую академию по тренерскому профилю, успешно окончил ВУЗ, получил специальное высшее спортивное образование и классификацию «Тренер Высшей квалификации».

### Должности
- После окончания ВУЗа получил очередное воинское звание и переведен в Центральный спортивный парашютный клуб Воздушно-десантных войск (ЦСПК ВДВ) на должность командира 2 звена «Групповой акробатики».
- с 1990 год — тренер сборной команды вооруженных сил.
- с 1992 год — старший тренером сборной команды России по групповой акробатике.
- Был назначен старшим тренером сборной команды ВДВ, Вооруженных сил и сборной России (с 1992 года) по парашютной групповой акробатике.
- Благодаря инициативе Владимира Борисовича Гурного (ЗМС СССР), Александра Ивановича Волкова (нач. ЦСПК ВДВ), Юрия Николаевича Майорова (ВВС), а также «Инициативной группы» в лице Александра Белоглазова, Евгения Бровкина (ЦСПК ВДВ), Василия Младинова (ВВС), Эдика Эскандерова (ПВО), началось движение в сторону «легализации» парашютной групповой акробатики и создания сборных команд: сначала на уровне Вооруженных сил, а затем — на государственном уровне (СССР). 18 марта 1982 года указом ЦК ДОСААФ СССР, парашютная групповая акробатика была официально признана одним из направлений парашютного спорта.
- Организатор и главный тренер Рекордов России и Рекордов Мира по парашютной групповой акробатике в классе «Большие формации» и «Большие формации с перестроением»
- Член команды «World Team».

### Награды и звания
- 2015 год — включен[7] в список «Skydiving Hall of Fame» — символический Зал Славы парашютизма (Создан в 2010 году при непосредственной частной поддержке экс-президента США, летчика и парашютиста Джорджа Буша-старшего, музей включает в свои почётные списки тех, кто посредством собственного лидерства, внедрения инноваций и установления выдающихся достижений в прошлом и настоящем, вдохновляет скайдайверов по всему миру и служит личным примером для грядущих поколений парашютистов[8]);
- Заслуженный Тренер России[2];
- Заслуженный мастер спорта России;
- Дважды Мастер Спорта Международного Класса по классическому парашютизму и парашютной групповой акробатики;
- 1978 год — абсолютный рекордсмен мира в дисциплине классического парашютизма по точности приземления (совершил 106 приземлений подряд без отклонения)[3];
- Победитель Олимпийского кубка;
- Чемпион мира;
- Дважды Чемпион Европы, СССР и России, ВС СССР (РФ), ВДВ;
- Чемпион и призер СКДА;
- Победитель и призер Всемирных воздушных Игр;
- Победитель и призер Кубков мира и Европы;
- Рекордсмен Мира, Европы, СССР, России.

### Достижения в роли спортсмена
- 1974 год — на первых областных соревнованиях по парашютному спорту стал первым в своем разряде.
- 1985 год — в составе команд 4-way и 8-way впервые удалось участвовать на Чемпионат Мира в Югославию. Команда-восьмерка, состоящая из представителей всех ведомств, заняла почетное 4 место и получила приз «За лучший дебют в истории соревнований». В поездке на ЧМ (дебют), сборная команда СССР добиралась до Югославии двое с половиной суток на электричках и автобусах, с многочисленными пересадками, и прибыла на Чемпионат Мира с двухдневным опозданием. Но американцы, на тот момент бессменные чемпионы, настояли на том, чтобы дождаться русскую команду-дебютанта (особенно восьмерку); остальные команды на тот момент уже отпрыгали все тренировочные прыжки и ждали команду СССР.
- 1978 год — установил абсолютный Мировой рекорд мира по точности приземления (106 приземлений подряд без отклонения) в Фергане[3].
- 1996 год — в Анапе была собрана формация-297 человек отделением с 4 вертолетов Ми-26, что стало неофициальным рекордом, мировым достижением.

### Достижения в роли тренера
После возвращения с Чемпионата мира 1985 года было принято решение о создании ведомственной команды-восьмерки (ВДВ) для участия в открытых чемпионатах Вооруженных сил и чемпионатах СССР по групповой акробатике. За всю историю «знаменитой восьмерки ВДВ» с участием Александра Белоглазова (с 1986 года), ниже 3-го места на Чемпионатах мира и ниже 1-го места внутри СССР (России) команда никогда не занимала.
- 1988 год — в Фергане был установлен Национальный Рекорд в классе Большие формации: 85-way с высоты 4200 метров с трёх вертолетов Ми-6[9][10].
- 1989 год — в Испании был проведен Олимпийский кубок, где российская команда-восьмерка по групповой акробатике выиграла у сборной США и Франции. Это была «Олимпийская» проба для групповой акробатики, так как были поданы документы на включение парашютной групповой акробатики в список олимпийских видов спорта.
- 1988 год — в Сеуле на олимпиаде был совершен первый показательный прыжок — формация в виде олимпийских колец[11].
- 1994 год — в Чехословакии «World Team», организация знаменитого B. J. Worth’а, организует формацию 222-way с самолетов Ан-12 и два Ан-26. Была построена фигура из 216 человек, но её не утвердили как официальный рекорд (в фигуре кем-то из был неправильно выполнен один захват).
- 2006 год — в Таиланде при участии Александра Белоглазова был установлен Мировой рекорд — 400-way.
- 2018 год — Организатор рекорда 2018: 222-way с 1-2 перестроениями.

| Год  | Парашютистов | Аэродром                                                                               |  |
| ---- | ------------ | -------------------------------------------------------------------------------------- |  |
| 1973 | 12           | мировой рекорд, «Звезда» из 12 человек (г. Аранчи, Ташкент, СССР)                      |  |
| 1976 | 20           | мировой рекорд, «Звезда» из 20 человек                                                 |  |
| 1985 | 50           | Рекорд СССР (г. Андижан, Узбекистан)                                                   |  |
| 1986 | 76           | Рекорд СССР (г. Телави, Грузия)                                                        |  |
| 1988 | 85           | Рекорд СССР и первая в мире попытка установить рекорд 100 way (г. Фергана, Узбекистан) |  |
| 1996 | 33           | женский рекорд России (г. Анапа)                                                       |  |
| 1999 | 87           | рекорд России (п. Волосово Московской области)                                         |  |
| 2000 | 89           | рекорд России (г. Псков)                                                               |  |
| 2003 | 100          | рекорд России (г. Ступино Московской области)                                          |  |
| 2005 | 101          | рекорд России (г. Ступино Московской области)                                          |  |
| 2006 | 124          | рекорд России (г. Ступино Московской области)                                          |  |
| 2006 | 38           | женский рекорд России (г. Ступино Московской области)                                  |  |
| 2007 | 53           | лучшее женское мировое национальное достижение                                         |  |
| 2008 | 70           | Рекорд Европы, женский мировой рекорд среди наций (г. Коломна Московской области)      |  |
| 2008 | 135          | Рекорд России (г. Коломна Московской области)                                          |  |
| 2009 | 145          | Рекорд России (г. Коломна Московской области)                                          |  |
| 2009 | 160          | Рекорд России, рекорд среди Европейских стран (г. Коломна Московской области)          |  |
| 2010 | 180          | Рекорд Европы (г. Коломна Московской области)                                          |  |
| 2011 | 186          | Рекорд Европы (г. Коломна Московской области)                                          |  |
| 2011 | 201          | Рекорд Европы (г. Коломна Московской области)                                          |  |
| 2012 | 88           | Рекорд Мира, женский мировой рекорд среди наций (г. Коломна Московской области)        |  |
| 2013 | 101          | Рекорд Мира, женский мировой рекорд среди наций (г. Коломна Московской области)        |  |
| 2016 | 106x2        | Национальный Рекорд (г. Коломна Московской области)                                    |  |
| 2017 | 114х3        | Национальный Рекорд, Рекорд Европы (г. Коломна Московской области)                     |  |